# Jean-Chrysostome de Sevin
Jean-Chrysostôme de Sevin (24 novembre 1756, Agen - 12 février 1834, Agen) est un homme politique français.

## Biographie
Fils d'Armand-Joseph de Sevin, chevalier, et de Serenne de Bonot de La Tuque, il était maire de la ville d'Agen depuis 1801. Le 15 mai 1815, le grand collège du Lot-et-Garonne l'envoya comme représentant à la Chambre des Cent-Jours, par 30 voix sur 48 votants. Sa carrière politique prit fin avec la session.

## Sources
- « Jean-Chrysostome de Sevin », dans Adolphe Robert et Gaston Cougny, Dictionnaire des parlementaires français, Edgar Bourloton, 1889-1891 [détail de l’édition]